# Lappano
Lappano ist eine Stadt in der Provinz Cosenza (Region Kalabrien) in Süditalien mit 868 Einwohnern (Stand 31. Dezember 2023).

## Lage und Daten
Lappano liegt etwa 15 km östlich von Cosenza an der östlichen Seite des Vallo del Crati. Die Nachbargemeinden sind Celico, Rovito, San Pietro in Guarano und Zumpano. Lappano hatte eine Haltestelle an der früheren Bahnstrecke Pedace–San Giovanni in Fiore.

## Geschichte
Die Gründung des Ortes ist unbekannt.

## Sehenswürdigkeiten
Die Pfarrkirche hat einen goldenen Holzaltar und ein Taufbecken aus dem 16. Jahrhundert.